# De allierade under andra världskriget

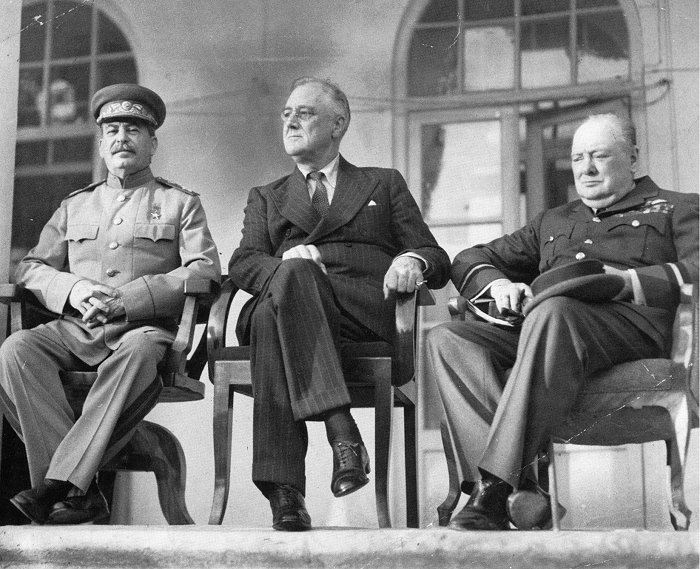
”De tre stora”: Josef Stalin, Franklin D. Roosevelt och Winston Churchill under Teherankonferensen 1943.

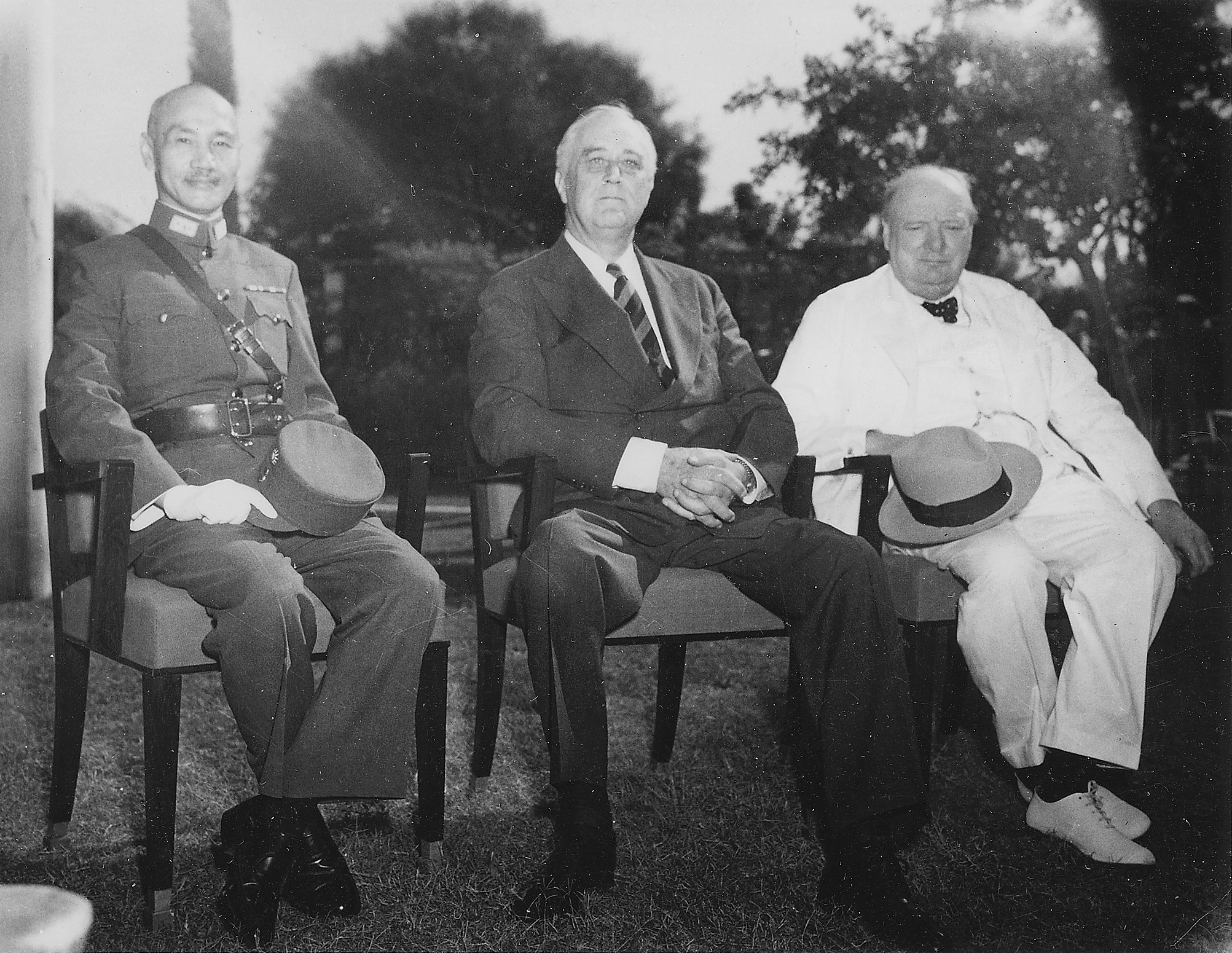
Generalissimo Chiang Kai-shek, Franklin D. Roosevelt och Winston Churchill vid Kairokonferensen, 25 november 1943.

Förändringarna av territorium som kontrollerades av de allierade (grönt) respektive axelmakterna (brandgult) under krigets gång.

De allierade under andra världskriget avsåg  inledningsvis Frankrike, Polen och Storbritannien där Frankrike och Storbritannien lovat stödja Polen vid ett eventuellt angrepp från Nazityskland under andra världskriget. Avtal mellan Storbritannien och Polen undertecknades den 25 augusti 1939. Storbritannien stöddes av sina kolonier i Brittiska imperiet, bland andra Kanada. Motståndarsidan var axelmakterna.
När andra världskriget bröt ut den 1 september 1939 och Tyskland så småningom ockuperade flera länder i Europa, gick många av dessa länders exilregeringar med de allierade och stödde dem med väpnade styrkor. Efter Tysklands angrepp på Sovjetunionen den 22 juni 1941 kom även detta land att ingå i alliansen och slutligen även USA efter Japans angrepp på Pearl Harbor den 7 december 1941. I och med denna händelse blev även Japans krig mot Republiken Kina en del av andra världskriget och Republiken Kina en av de allierade. Efter 1941 kallades alliansen ibland för den Stora alliansen eller Förenta nationerna.
Emellanåt används termen de Västallierade för att skilja ut de liberaldemokratiska länderna i väst från diktaturen Sovjetunionen. De västallierade var de demokratiska stater med respektive mandatområden och kolonier som tillsammans med Sovjetunionen och Kina kämpade mot Tyskland, Italien och Japan. Bland de västallierade kan nämnas Storbritannien, Fria Frankrike och USA (från 1941). Under andra världskriget var de västallierades militära styrkor samlade under det brittisk–amerikanska överkommandot i USA:s huvudstad Washington.
De västallierade (Frankrike, Storbritannien och USA) kom efter kriget att tillsammans administrera försvaret av Västberlin. Länderna som ingick i de allierade under andra världskriget grundade Förenta nationerna.

## Summering av de allierade länderna

### De allierade efter den tyska invasionen av Polen (september 1939)
Storbritannien
 Frankrike
 Polen

### Efter den tyska invasionen av Västeuropa (april–maj 1940)
Norge
 Nederländerna
 Belgien
 Luxemburg

### Efter axelmakternas invasion av södra Europa och Sovjetunionen (april–juni 1941)
Grekland
 Jugoslavien
 Sovjetunionen
 Mongoliet

### Efter det japanska angreppet mot Pearl Harbor (december 1941)
USA
 Kina
 Kuba
 Haiti
 Dominikanska republiken
 Costa Rica
 Panama
 El Salvador
 Guatemala
 Nicaragua
 Honduras
 Tjeckoslovakien
 Brasilien
 Mexiko
 Turkiet
 Argentina
 Venezuela
 Paraguay
 Bolivia
 Colombia
 Etiopien
 Iran
 Peru
 Ecuador
 Uruguay
 Chile